# Église Notre-Dame du Spasme de Jérusalem
L'église Notre-Dame du Spasme (hébreu : כנסיית גבירתנו הדואבת), ou l'église Notre-Dame des Douleurs, est une église catholique arménienne dans la vieille ville de Jérusalem érigée en 1881,.

## Description
Situé à la quatrième station de la Via Dolorosa, sous l'Arc Ecce Homo, non loin de l'hospice autrichien dans le quartier musulman de la vieille ville de Jérusalem, il commémore la rencontre de Jésus sur le chemin de sa crucifixion avec sa mère. Le bâtiment comprend une chapelle dédiée à la Vierge Marie, sous le vocable de Notre-Dame des Douleurs.

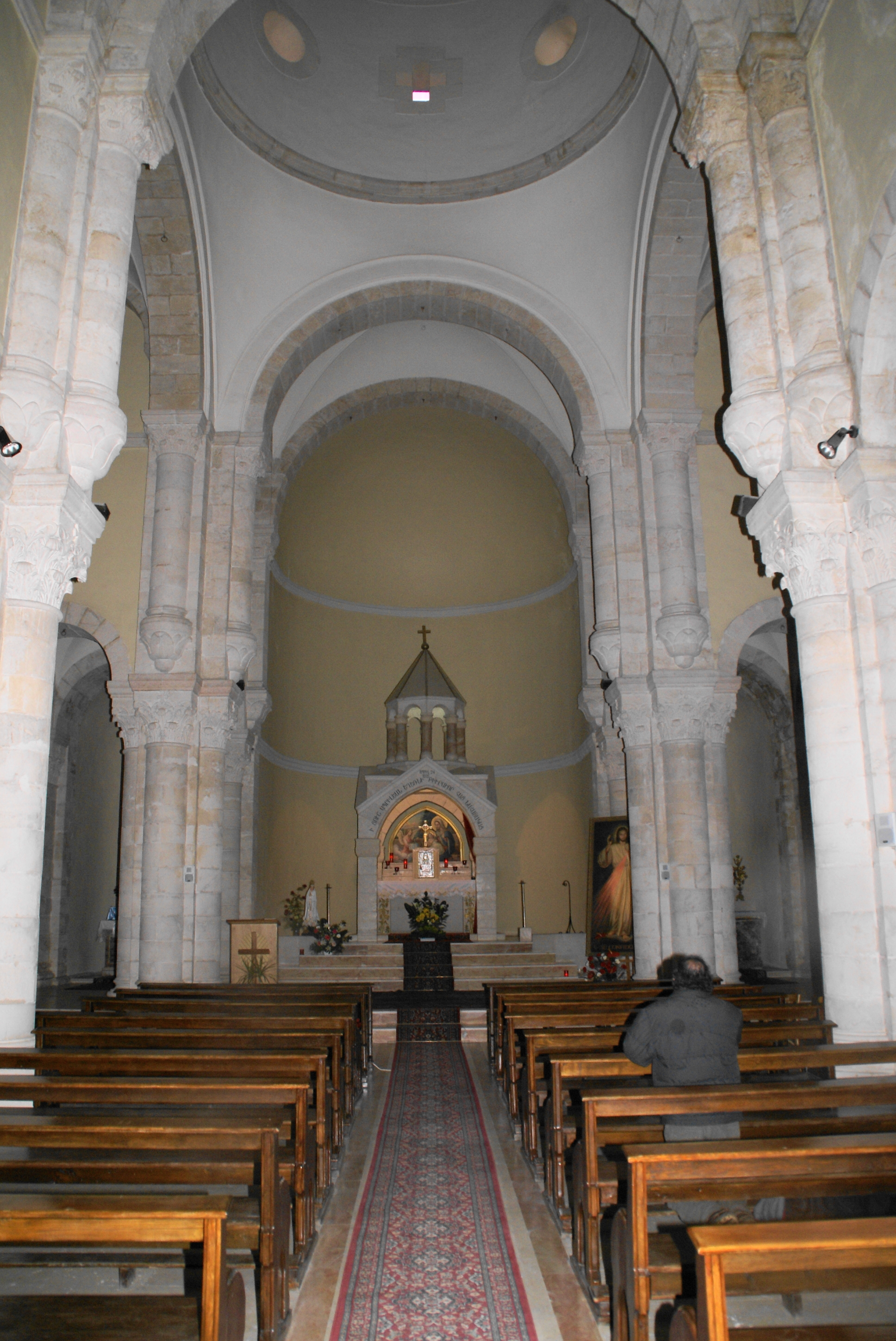
Vue intérieure

En tant que siège de l'exarchat patriarcal arménien catholique de Jérusalem et d'Amman de l'Église catholique arménienne, une église particulière catholique orientale sui iuris en pleine communion avec le Pape à Rome et l' Église catholique, le bâtiment de l'église détient le statut de cathédrale. L'établissement est également l'hospice arménien de Jérusalem.
C'est un site du patrimoine mondial de l'UNESCO depuis 1981.